# Milnesium dornensis
Espèce
Milnesium dornensis est une espèce de tardigrades de la famille des Milnesiidae. 

## Distribution
Cette espèce est endémique de Roumanie.

## Étymologie
Son nom d'espèce, composé de dorn[ei] et du suffixe latin -ensis, « qui vit dans, qui habite », lui a été donné en référence au lieu de sa découverte, Vatra Dornei.

## Publication originale
- Ciobanu, Roszkowska & Kaczmarek, 2015 : Two new tardigrade species from Romania (Eutardigrada: Milnesiidae, Macrobiotidae), with some remarks on secondary sex characters in Milnesium dornensis sp. nov. Zootaxa, no 3941(4), p. 542–564.